# Dactylorhiza foliosa
Espèce
Statut de conservation UICN

 LC  : Préoccupation mineure
Dactylorhiza foliosa est une espèce de plantes herbacées vivace de la famille des Orchidaceae, endémique à Madère.

## Synonymes
- Dactylorhiza maderensis (Summerhayes) Summerhayes
- Orchis foliosa Solander
- Orchis maderensis Summerhayes
- Orchis orientalis ssp. foliosa (Rchb.f.) Klinge

## Répartition
Entre 400 m et 1 150 m d'altitude dans la laurisylve de Madère.

## Identification
Dactylorhiza foliosa se distingue par ses feuilles pointues réparties sur la tige. La hampe florale atteint 60 cm de haut.

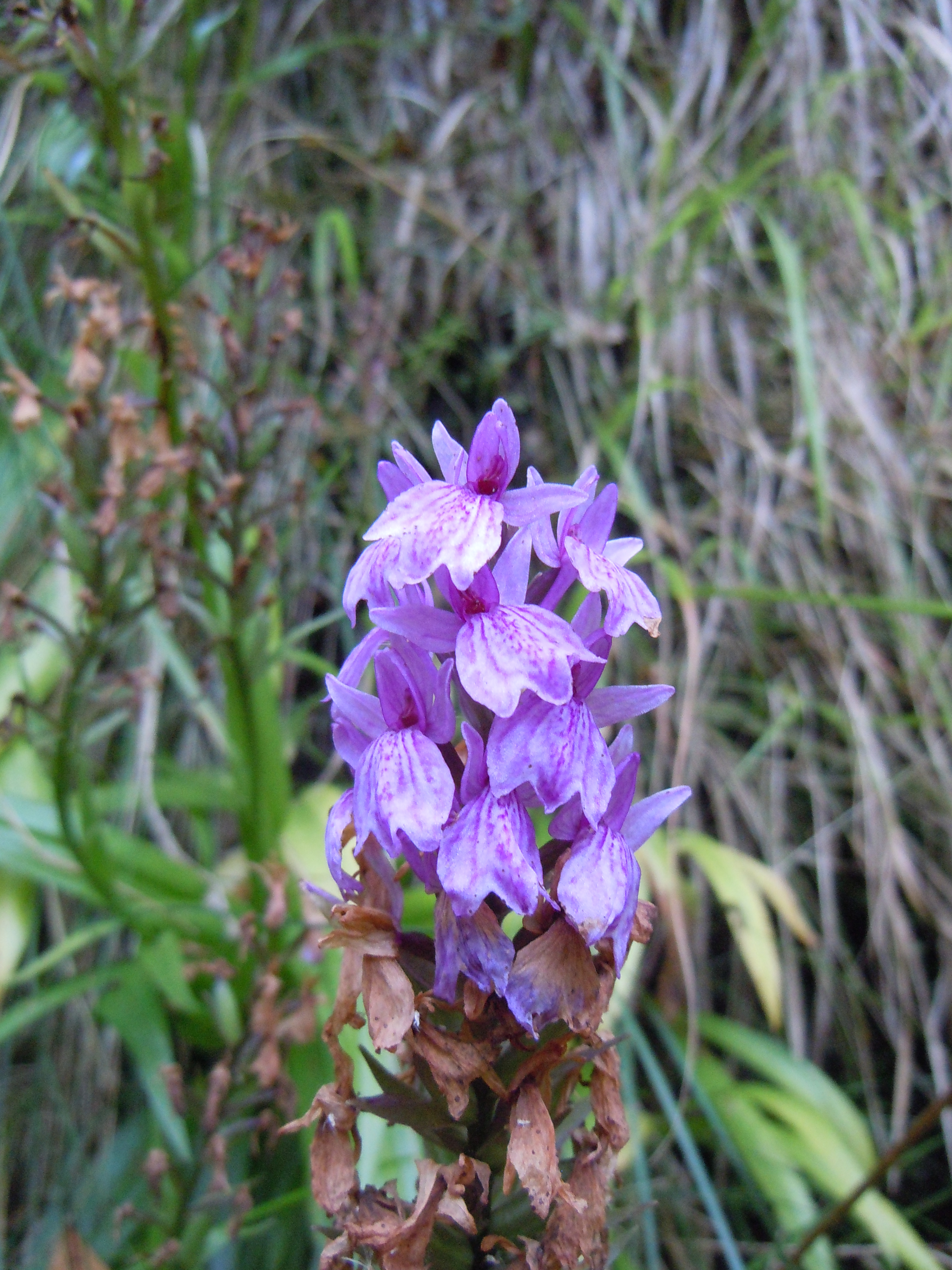
Détail du sommet de la hampe florale